# رزين (خدا أفرين)
رزين هي قرية في مقاطعة خدا أفرين، إيران. عدد سكان هذه القرية هو 50 في سنة 2006.